# وارلی سیلوا دوس سانتوس
وارلی سیلوا دوس سانتوس (به پرتغالی: Warley Silva dos Santos) مهاجم اهل برزیل است که در شهر Sobradinho، DF,  برزیل و در تاریخ ۱۳ فوریهٔ ۱۹۷۸ به دنیا آمده‌است.
وارلی سیلوا دوس سانتوس در تیم‌های فوتبال کوریتیبا سابقهٔ حضور دارد.